# Vigna triphylla
Vigna triphylla là một loài thực vật có hoa trong họ Đậu. Loài này được (Wilczek) Verdc. miêu tả khoa học đầu tiên.